# Beetz (Kremmen)
Beetz ist ein Ortsteil der Stadt Kremmen im Landkreis Oberhavel in Brandenburg.

## Geografie und Verkehrsanbindung
Der Ort liegt nördlich der Kernstadt Kremmen an der Landesstraße L 19 und am Beetzer See. Südwestlich erstreckt sich das rund 1186 ha große Naturschutzgebiet Kremmener Luch.

## Geschichte
In Beetz sind eine Siedlung der Urgeschichte, ein Gräberfeld der Bronzezeit, eine Siedlung der römischen Kaiserzeit und eine mittelalterliche Burg mit Dorf archäologisch nachgewiesen. Die Grundherrschaft und das Patronat der Dorfkirche Beetz gehörten seit ca. 1400 bis 1849 den von Redern, anschließend bis 1945 der Familie von Quast. 
Beetz gehörte vom 1. April 1817 bis ins Jahr 1952 zum Kreis Osthavelland, von 1952 bis 1993 zum Kreis Oranienburg, seitdem zum Kreis Oberhavel.
1898 erhielt Beetz einen Haltepunkt an der durch die private Kremmen-Neuruppin-Wittstocker Eisenbahn-Aktien-Gesellschaft (KWE) errichteten Bahnstrecke, der später zum Bahnhof erweitert wurde.
1912 hatten Dorfgemeinde und Rittergut zusammen 759 Einwohner. 
Am 31. Dezember 2001 schloss sich Beetz mit sechs anderen Gemeinden zur Stadt Kremmen zusammen.

## Sehenswürdigkeiten
- In der Liste der Baudenkmale in Kremmen sind für Beetz sechs Baudenkmale aufgeführt.
- In der Liste der Bodendenkmale in Kremmen sind für Beetz fünf Bodendenkmale aufgeführt.
- In der Liste der Naturdenkmale in Kremmen sind für Beetz sieben Naturdenkmale aufgeführt.